# Open di Francia 2018 - Doppio leggende over 45
Mansour Bahrami e Fabrice Santoro erano i detentori del titolo e lo hanno difeso con successo sconfiggendo in finale John McEnroe e Cédric Pioline con il punteggio di 6–1, 2–6, [12–10].

## Tabellone

### Legenda
| - Q = Qualificato - WC = Wild card - LL = Lucky loser | - ALT = Alternate - SE = Special Exempt - PR = Protected Ranking | - w/o = Walkover - r = Ritirato - d = Squalificato |

### Finale
|  | Finale |                                 |   |   |      |  |
|  |        |                                 |   |   |      |  |
|  | C1     | John McEnroe Cédric Pioline     | 1 | 6 | [10] |  |
|  | D1     | Mansour Bahrami Fabrice Santoro | 6 | 2 | [12] |  |

### Gruppo C
|    |                                  | J McEnroe C Pioline | H Leconte M Chang | S Bruguera Y El Aynaoui | RR V-P | Set V-P | Game V-P | Posizione |
| C1 | John McEnroe Cédric Pioline      |                     | 6–2, 7–6(5)       | 6–4, 7–6(4)             | 2–0    | 4–0     | 26–18    | 1         |
| C2 | Henri Leconte Michael Chang      | 2–6, 6(5)–7         |                   | 4–6, 3–6                | 0–2    | 0–4     | 15–25    | 3         |
| C3 | Sergi Bruguera Younes El Aynaoui | 4–6, 6(4)–7         | 6–4, 6–3          |                         | 1–1    | 2–2     | 22–20    | 2         |

La classifica viene stilata in base ai seguenti criteri: 1) Numero di vittorie; 2) Numero di partite giocate; 3) Scontri diretti (in caso di due giocatori pari merito); 4) Percentuale di set vinti o di game vinti (in caso di tre giocatori pari merito); 5) Decisione della commissione

### Gruppo D
|    |                                 | M Bahrami F Santoro | M Pernfors M Wilander | A Boetsch P Cash | RR V-P | Set V-P | Game V-P | Posizione |
| D1 | Mansour Bahrami Fabrice Santoro |                     | 6–2, 6–4              | 6–3, 2–6, [10–7] | 2–0    | 4–1     | 21–15    | 1         |
| D2 | Mikael Pernfors Mats Wilander   | 2–6, 4–6            |                       | 7–5, 0–0, rit.   | 0–2    | 1–2     | 13–17    | 3         |
| D3 | Arnaud Boetsch Pat Cash         | 3–6, 6–2, [7–10]    | 5–7, 0–0, rit.        |                  | 1–1    | 1–3     | 14–16    | 2         |

La classifica viene stilata in base ai seguenti criteri: 1) Numero di vittorie; 2) Numero di partite giocate; 3) Scontri diretti (in caso di due giocatori pari merito); 4) Percentuale di set vinti o di game vinti (in caso di tre giocatori pari merito); 5) Decisione della commissione